# Mihai Groza (om politic din România)
Mihai Dan Groza (n. 10 mai 1958, Oradea) este un politician român, din 2007 primar interimar al municipiului Oradea. A absolvit Institutul Politehnic din Timișoara în anul 1984. După 1992 a fost consilier local din partea PNȚCD. Între 2004-2007 a fost viceprimar al municipiului Oradea, din partea PD. În data de 11 decembrie 2007 a fost desemnat de Consiliul Local Oradea în funcția primar interimar, în urma alegerii lui Petru Filip (PD) ca europarlamentar. Desemnarea sa a fost făcută cu voturile consilierilor PD și PRM, precum și cu voturile a doi consilieri PSD.